# Adelaida de Vohburg
Adelaida de Vohburg   (1127 - Weissenau Abbey, 25 de maig de 1187), també coneguda com a Adelheid, fou una reina alemanya, la primera dona de l'emperador Frederic I del Sacre Imperi Romanogermànic.
Adelaida fou filla de Diepold III, marcgravi de Vohburg, i d'Adelaida de Polònia, filla de Ladislau I Herman i Judit de Suàvia.
A la ciutat d'Eger abans del 2 de març de 1147, Adelaida es va casar amb Frederic de Suàvia, que es va convertir en duc de Suàvia un mes més tard. Frederic també va aconseguir ser triat com a successor del seu besoncle per part de pare, Conrad III d'Alemanya. Va ser coronat rei d'Alemanya el 4 de març de 1152. Adelaida es va convertir així en reina. No obstant això, ella no va tenir fills i Federico va demanar al Papa Eugeni III que s'anul·lés el matrimoni. Així es va concedir i es va confirmar a la ciutat de Constança el març de 1153. La justificació va ser la de la consanguinitat. Sense ser ja una reina, Adelaida es va casar amb Dietho de Ravensburg, welfische Ministerialer. Dietho va morir el 1180 o poc després. Adelaida li va sobreviure i va morir entre 1184 i 1190.